# Ruská Voľa nad Popradom
Ruská Voľa nad Popradom je obec nacházející se na Slovensku v okrese Stará Ľubovňa, obývaná převážně rusínským obyvatelstvem. Žije zde 85 obyvatel.

## Poloha
Nachází se na severu Slovenska u hranic s Polskem. Za Smrečným potokem se nachází polská obec Leluchów. První písemná zmínka o obci pochází z roku 1357. Obec leží na severozápadním úpatí Čergova, v nadmořské výšce kolem 515 m n. m. Nedaleko obce protéká řeka Poprad, odtud je odvozen i název obce.

## Pamětihodnosti
- Řeckokatolický Chrám svatého Michaela archanděla